# Зияющие высоты
«Зия́ющие высо́ты» — дебютный роман советского философа Александра Зиновьева, принёсший ему мировую известность. Впервые издан в швейцарском издательстве «L'Âge d’Homme» 26 августа 1976 года и переведён более чем на двадцать языков. Роман, совмещая философские и социологические рассуждения, фантастические элементы, сатиру и фарс, описывает общество «реального социализма».
В СССР книга распространялась нелегально. Реакцией на публикацию книги стало увольнение Зиновьева из Института философии АН СССР, исключение из КПСС, лишение всех званий и наград (в том числе и военных). В 1978 году после публикации следующей своей книги «Светлое будущее» Зиновьев вместе с семьёй был выслан из страны и лишён советского гражданства.
В СССР «Зияющие высоты» впервые легально были изданы во время «перестройки» в 1991 году.

## Сюжет
Книга представлена автором как обрывки найденной на свалке рукописи. События происходят в Иба́нске — вымышленном «никем не населённом населённом пункте», все жители (ибанцы) которого носят одну и ту же фамилию Иба́нов и различаются только прозвищами. Глава Ибанска — Заведующий (Заибан), он также вождь Братии (Партии). В Ибанске вымышленный строй общества — социзм, переходящий в перспективе в полный социзм (псизм). Теоретической основой его построения является учение «дьяволектический ибанизм». Ибанцы не живут в обыденном смысле этого слова, а совершают исторические мероприятия. Мероприятие, описанное в рукописи, называется ШКХБЧЛСМП (по именам основных его участников). Параллельно описывается Под-Ибанск, — цивилизация, возникшая в подземных сооружениях Ибанска; она находится на высшей стадии развития социзма — псизме. Большая часть книги рассматривает «период растерянности», либеральной эпохи Хряка (аллюзия на «хрущёвскую оттепель»). Фрагменты книги посвящены персонажам, сидящим на гауптвахте (губе) Ибанской Военной Авиационной Школы Пилотов (ИВАШП). Часть фрагментов посвящена рутинной деятельности сотрудников Института Промывания Мозгов, диалогам около Ларька и Очереди за несуществующим товаром «шырли-мырли». Период растерянности заканчивается ликвидацией оппозиции, захватом Ибанском всей планеты и объявлением о приближении второй ступени псизма.

## История создания
С юности интересовавшийся творчеством Александр Зиновьев участвовал в составлении стенгазет. Во время службы в армии в 1942—1945 годах он писал стихи, в том числе «Балладу о неизвестном курсанте», впоследствии восстановленную для «Зияющих высот» (поздняя версия вошла в российское издание).
В 1945 году Зиновьев придумал оксюморон «зияющие высоты», ставший впоследствии заглавием романа. После армейской службы, в 1946 году Зиновьев показал черновик своей «Повести о предательстве» Константину Симонову, который посоветовал уничтожить рукопись из соображений безопасности. Зиновьев последовал совету и оставил литературную деятельность почти на тридцать лет.
Толчком к возвращению к литературному творчеству стали события «пражской весны». Зиновьев описывал своё состояние как «поворот к бунту». Предпосылками к написанию романа стали опыт публицистических статей, публичные лекции и эссе об Эрнсте Неизвестном. Зиновьев решил изложить свои размышления о коммунистическом обществе в форме книги. Размышляя над стилем повествования, он решил писать «так как пишется», фрагментарно совмещая научный стиль, прозу и поэзию. Основная часть книги была написана летом 1974 года на даче в Переделкино. Опасения преследования со стороны органов госбезопасности, неуверенность в том, что процесс написания книги не будет прерван, во многом определили структуру произведения, состоящую из множества отрывков, которые можно было бы воспринимать как самостоятельные произведения.
В конце 1974 года Зиновьев решил, что материала для книги достаточно, и в начале 1975 года законченный вариант рукописи был переправлен во Францию, после чего черновики книги Зиновьев уничтожил. По словам Зиновьева, после переправки выяснилось, что две части книги — «Сказка о Московии» и «Исповедь отщепенца» пропали. Восстанавливая утраченные фрагменты, Зиновьев напишет две книги «Светлое будущее» и «Записки ночного сторожа».
Рукопись отклоняют русскоязычные французские издательства. Напечатать книгу согласился Владимир Дмитрие́вич в издательстве «L’Age dʼHomme» (с фр. — «Век человека»). Первый тираж книги печатается 7 августа в Бельгии, в городе Лёвен, в типографии Rosseels Printing.
В СССР книга издана впервые «Независимым издательством „ПИК“» в двух томах в 1991 году. Для советского издания Зиновьев изменил структуру книги: часть текста об Эрнсте Неизвестном была изъята, вместо трёх частей роман делился на пять. Также книга включила расширенное «Предисловие».

## Художественные особенности
Роман имеет полифоническую структуру без выраженного сюжета. Книга разбивается на фрагменты со сложной и запутанной композицией. Также Зиновьев использует приём «книга в книге» (трактаты Шизофреника и Клеветника, книга «Все о крысах»). Разнообразие литературных приёмов помогает Зиновьеву создать подробную картину изображённого в романе общества «ибанизма». Роман описывает идеологизированное общество, погрязшее во лжи и зашедшее в тупик. Жизнь ибанца наполнена скукой и серостью обыденных мелочей и подчиняется социальным законам. Немногие положительные герои романа трагичны: талантливый художник Мазила не может реализовать свой дар, Шизофреник не может опубликовать свои труды, Болтун решает добровольно уйти из жизни.
Текст изобилует пародийными неологизмами: (Братия — Партия, дьяволектический ибанизм — диалектический материализм, Театр на Ибанке — Театр на Таганке и т. п.) Персонажи романа носят обобщённый характер (например Крикун, Клеветник, Социолог, Сотрудник). В части персонажей угадываются аллюзии на реальных персонажей: Хозяин — И. В. Сталин, Хряк — Н. С. Хрущёв, Правдец — А. И. Солженицын, Мазила — Э. И. Неизвестный, Певец — Галич, Распашонка — Евтушенко и так далее. Прозвища персонажей указывают на профессии (Журналист, Писатель), социальный статус (Сотрудник, Академик, Претендент) или качества персонажей (Стукач, Карьерист). Часть персонажей анонимны: Некто, Девица, Он, Она. Важную роль в произведении занимают диалоги, охватывающие все стороны бытия персонажей. В описании и диалогах научный, квази- и псевдонаучный стиль соседствует с вульгаризмами, анекдотами и высмеиванием канцеляритов советского официоза.

## Критика и отзывы
Роман вызвал сенсацию на западе. Критики сравнивали автора с Рабле, Свифтом, Вольтером, Салтыковым-Щедриным. О романе писали как о «фундаментальном сатирико-социологическом исследовании советского общества», «лабиринте нового платоновского государства». По оценке французского литературоведа Жоржа Нива,

как и все великие книги, книга Зиновьева не поддается классификации: шутовской платоновский диалог, непристойная поэма, изображение «крысятника», поэма абсолютного конца. «Зияющие высоты» изобретают свой язык, свои приемы, свое собственное стилистическое освобождение.

В СССР роман распространялся нелегально и не был подвергнут официальной критике. По воспоминанием жены писателя Ольги Зиновьевой, многие знакомые перестали общаться с Зиновьевыми, прозвучало обвинение в «доносе на советскую интеллигенцию». Напряжённому отношению посодействовали узнаваемые образы персонажей, в которых многие из среды Зиновьева узнавали себя в нелестном виде. Среди поддержавших роман были Пётр Капица, Эрнст Неизвестный и Надежда Мандельштам.
В первой русскоязычной рецензии Раиса Лерт описывала чтение книги как тяжёлый процесс, от которого невозможно оторваться. «Вся книга есть не что иное, как страстное рыдание интеллекта, вопль удушаемого мозга, насилуемой и растлеваемой мысли <…> гнев самой мысли против бессмыслицы». Лерт отмечает, что, хотя она незнакома с прототипами персонажей книг, они узнаются как «социальный слой». Рассуждая о крайнем пессимизме Зиновьева, она подытоживает рецензию выводом: книга «учит полузабытому искусству: мыслить — и не соглашаться».
Пётр Вайль и Александр Генис в рецензии «Заговор против чувств», отмечая уникальность книги, невозможность поставить её в ряд других произведений, описывают её как Энциклопедию, «трактат социологических знаний о коммунизме». Авторы отмечают, что главная идея книги — людям свойственно жить при коммунизме, коммунизм естественен для человечества. Ибанск же преподносится как одновременно тупик и окончательный выход «из всех затруднений прошлой истории». Произведение сравнивается с учебником и пособием по программированию, где автора интересует не художественная правда, а достоверность излагаемой теории.
Дмитрий Юрьев в статье «Сияющая бездна» иронически «критикует» книгу, отмечая её «скучность», однообразный и примитивный по формам юмор, злоупотребление намёками и передразниваниями, и отмечает специфику композиции романа: «структурная сложность обеспечивается механическим перемешиванием нескольких параллельных сюжетов». На этом фоне Юрьев вспоминает, какой «отклик находила зиновьевская апология научного метода, апология знания и понимания в советской научной среде, ошалевшей от ненавистной и откровенно тупой идеолого-пропагандистской муштры», и отмечает его убеждённость объективного наблюдателя: «Школа Зиновьева была школой логики, наблюдательности, иронии, но прежде всего — школой интеллектуального мужества».
Философ Карл Кантор назвал книгу «сияющей высотой словесности». Главной проблематикой книги он называет проблему свободы личности и противостояние её обществу, изображённому как Ибанск. Он отмечает двойственные роли персонажей книги: Мыслитель, выполняющий функцию философа — эрудит-компилятор, противопоставленный настоящему мыслителю — Шизофренику; представитель официального искусства Художник противопоставлен гению Мазиле и т. д. Трагический герой произведения, выступающий под масками Болтуна, Крикуна, Шизофреника, по Кантору, традиционный для русской литературы «лишний человек», лишённый возможности приносить пользу обществу.
Славист Вольфганг Казак, характеризуя прозу Зиновьева как однообразное разоблачение коммунистического строя и общества, критикует отсутствие в «Высотах» сквозного сюжета, схематичность персонажей и многочисленные непристойности.
Андрей Фурсов находит исторических предшественников Зиновьева в Аввакуме, Льве Толстом и Платонове. По его мнению, Зиновьев доводит линию противоречия «индивид — система» до абсолюта. Коммунизм в «Зияющих высотах» мёртв, так как такой строй бесперспективен.
Писатель Леонид Бородин дал негативную оценку книге, отметив популярность её у специфической публики. На его взгляд, книга пропитана отвращением к своей стране и к народу и «не что иное, как взгляд на Россию глазами ибанца и на потеху прочим ибанцам положенный на бумагу».
Писатель Эдуард Лимонов дал крайне негативную оценку книге: «Сил не было пробиваться через унылых персонажей с глупыми кличками, через их разговоры, от которых можно было сделаться импотентом в самый короткий срок», признавая, правда, что книга оказалось не у того читателя. В Зиновьевe он видит публициста, не сумевшего войти в литературу, а книгу — не более чем полемикой с советской властью.
Писатель Дмитрий Быков в лекции, посвящённой книге, называл её «не самым лёгким» чтением, пародией на трактат и науку, которая ничего не изучает, направленную не на Россию, а на интеллигенцию, обслуживающую режим, либо квазиоппозиционную. «Первые пять фраз смешно, следующие пять — скучно, а потом эта скука начинает переходить в какое-то новое качество. <…> Когда этого много, это скучно, когда этого очень много, это величественно, вы начинаете понимать вот эту дурную бесконечность. И ощущение сортиров в смеси с марксизмом-ленинизмом, дурной физиологией и дурной философией, оно, наверное, точнее всего отражает тогдашнее советское самоощущение. Но это дико печальная книга».
Публицист Дмитрий Пучков называл «Зияющие высоты» книгой, оказавшей на него самое сильное впечатление.

## Награды и премии
- Европейская премия Шарля Вейонна за эссеистику (1977)[20].
- В 1978 году роман стал лауреатом премии Еврокона в категории «Лучший роман»[21].

## Издания

### На русском языке
- Александр Зиновьев. Зияющие высоты. — Lausanne: L'Age d'Homme, 1976.
- Александр Зиновьев. Зияющие Высоты. — М.: Независимое Издательство «ПИК», 1990. — Т. 1.
- Александр Зиновьев. Зияющие высоты : Отрывки из книги // Октябрь. — 1991. — № 1 (январь). — С. 36—97. — ISSN 0132-0637.
- Александр Зиновьев. Зияющие высоты // Собрание сочинений : В 10 т.. — М., 1999. — Т. 1. — ISBN 5-93494-003-1.
- Александр Зиновьев. Зияющие высоты. — Москва: Эксмо, 2008. — ISBN 978-5-699-22857-7.
- Александр Зиновьев. Зияющие высоты. — Москва: АСТ: Астрель, 2010. — ISBN 978-5-17-065582-3.

### На иностранных языках
- Alexandre Zinoviev. Les Hauteurs béantes. — Lausanne: L'Age D'Homme, 1977.
- Aleksandr Zinov’ev. Cime Abissali. — Milano: Adelphi Edizioni, 1977. — Vol. I.
- Aleksandr Zinov’ev. Cime Abissali. — Milano: Adelphi Edizioni, 1977. — Vol. II.
- Alexandr Zinoviev. Cumbres Abismales. — Madrid: Ediciones Encuentro, 1979.
- Alexander Zinoviev. The Yawning Heights. — London: The Bodley Head, 1979.
- Alexander Zinovjev. Gapande höjder. — Stockholm: Coeckelberghs, 1980. — Vol. 1.
- Alexander Zinovjev. Gapande höjder. — Stockholm: Coeckelberghs, 1980. — Vol. 2.
- Aleksandr Zinovjev. Gepende Hoogten. — Amsterdam: Meulenhoff/De Arbeiderspers, 1981.
- Alexander Sinowjew. Gähnende Höhen. — Zürich: Diogenes Verlag AG, 1981.
- Aleksander Zinovjev. Gapende høyder. — Aventura, 1982.
- Александар Зиновјев. Зјапеће висине. — Београд: Наш дом, 2007.